# ونتا دل مرو
ونتا دل مرو (به اسپانیایی: Venta del Moro) یک شهرستان در اسپانیا است که در Requena-Utiel واقع شده‌است.

## خصوصیات
ونتا دل مرو ۲۷۲٫۶ کیلومترمربع مساحت و ۱٬۴۹۷ نفر جمعیت دارد و ۷۳۰ متر بالاتر از سطح دریا واقع شده‌است.